# Angutit Inersimasut GM 2020
Il  GrønlandsBANKEN GM 2020 sarebbe stato la cinquantesima edizione del campionato groenlandese di calcio. La fase finale della competizione si sarebbe dovuta disputare nella città di Ilullisat. Le fasi di qualificazione regionale hanno avuto inizio il 10 Agosto del 2020 per poi subire la sospensione da parte del governo che, con l'aggravarsi dell'epidemia da COVID-19, ha deciso di cancellare la competizione. Pertanto la Federazione Nazionale non ha stabilito nessun vincitore.
Si tratta della prima volta nella storia del massimo campionato groenlandese che la fase finale non viene disputata.

## Turno di qualificazione

### Avannaata
| Pos | Squadra    | G | V | N | P | GF | GS | DR  | PT | Note                                           |
| --- | ---------- | - | - | - | - | -- | -- | --- | -- | ---------------------------------------------- |
| 1   | FC Malamuk | 2 | 2 | 0 | 0 | 11 | 5  | +6  | 6  | Qualificato alla fase finale Coca-Cola GM 2020 |
| 2   | Eqaluk-56  | 2 | 1 | 0 | 1 | 11 | 6  | +5  | 3  |                                                |
| 3   | Amaroq-53  | 2 | 0 | 0 | 2 | 3  | 14 | −11 | 0  |                                                |

NB Nagdlunguaq-48 qualificato per la Fase Finale della Coca-Cola GM 2020.

### Qeqertalik
| Pos | Squadra           | G | V | N | P | GF | GS | DR  | PT | Note                                                 |
| --- | ----------------- | - | - | - | - | -- | -- | --- | -- | ---------------------------------------------------- |
| 1   | G-44 Qeqertarsuaq | 3 | 3 | 0 | 0 | 24 | 3  | +21 | 9  | Qualificate alla fase finale della Coca-Cola GM 2020 |
| 2   | FC Aqisseq        | 3 | 2 | 0 | 1 | 10 | 11 | −1  | 6  | Qualificate alla fase finale della Coca-Cola GM 2020 |
| 3   | Tupilak-41        | 3 | 1 | 0 | 2 | 4  | 8  | −4  | 3  |                                                      |
| 4   | Disko-76          | 3 | 0 | 0 | 3 | 2  | 18 | −16 | 0  |                                                      |
| 5   | Kugsak-45         | 0 | 0 | 0 | 0 | 0  | 0  | 0   | 0  |                                                      |

NB Kugsak-45 ritirato dalla competizione.

### Queqqata
| Pos | Squadra               | G | V | N | P | GF | GS | DR | PT | Note                                                 |
| --- | --------------------- | - | - | - | - | -- | -- | -- | -- | ---------------------------------------------------- |
| 1   | Aqissiaq Maniitsoq    | 2 | 2 | 0 | 0 | 8  | 1  | +7 | 6  | Qualificato alla fase finale della Coca-Cola GM 2020 |
| 2   | Siumut Amerdlok Kunuk | 2 | 1 | 0 | 1 | 5  | 3  | +2 | 3  |                                                      |
| 3   | S68                   | 2 | 0 | 0 | 2 | 2  | 11 | −9 | 0  |                                                      |

### Semersooq
B-67 Nuuk and Inuit Timersoqatigiiffiat-79 qualificate per la Fase Finale della Coca-Cola GM 2020.

### Kujalleq
| Pos | Squadra               | G | V | N | P | GF | GS | DR | PT | Note                                                 |
| --- | --------------------- | - | - | - | - | -- | -- | -- | -- | ---------------------------------------------------- |
| 1   | Eqaluk-54             | 2 | 2 | 0 | 0 | 9  | 2  | +7 | 6  | Qualificato alla fase finale della Coca-Cola GM 2020 |
| 2   | Siumut Amerdlok Kunuk | 2 | 0 | 0 | 2 | 2  | 9  | −7 | 0  |                                                      |

## Fase Finale
La Fase finale del torneo è stata cancellata dal governo per il contenimento della pandemia di COVID-19.